# Albert Vazeille
Pour les articles homonymes, voir Vazeille.
Albert Julien Auguste Vazeille est un homme politique français né le 28 janvier 1859 à La Selle-sur-le-Bied (Loiret) et décédé le 10 décembre 1934 à Quiers (Loiret).

## Biographie
Médecin à Bellegarde-du-Loiret, il est maire de la ville. Il sera par la suite maire de Quiers. Il est député du Loiret de 1898 à 1914, siégeant au groupe radical-socialiste.
Il est un fervent défenseur du scrutin proportionnel, et se spécialise sur les questions militaires et le budget de l'armée.

## Sources
- « Albert Vazeille », dans le Dictionnaire des parlementaires français (1889-1940), sous la direction de Jean Jolly, PUF, 1960 [détail de l’édition]